# Journal für den Orchideenfreund
Journal für den Orchideenfreund (abreviado J. Orchideenfr.) es una revista científica con ilustraciones y descripciones botánicas que fue publicada en Gotinga desde  1994 hasta 2006.